# Cyril Romney
Cyril Brandtford Romney (1er mars 1931 - 19 juillet 2007) est un homme d'affaires et un homme politique des Îles Vierges britanniques. Il a servi comme chef du gouvernement des îles Vierges britanniques de 1983 à 1986. Il a été membre du Conseil législatif de 1979 à 1995. Il est le premier natif du territoire à occuper le poste de secrétaire aux finances.

## Biographie
Cyril Brandtford Romney  est né le 1er mars 1931 sur l'île de Tortola. En 1960, il rejoint le service public puis il a étudié l'économie à l'Université inter-américaine de Porto Rico et a poursuivi un programme de maîtrise en économie et en sciences politiques à l'Université de Syracuse. À son retour sur son île natale, il rentre dans les affaires et spécialement le domaine du tourisme. En 1969, il fonde une agence de voyages, Voyage Plan.
Les premiers pas en politique de Cyril Romney eurent lieu en 1975, quand il se présenta comme candidat indépendant dans le Premier District contre Lavity Stoutt. Il a perdu, mais a ensuite été élu en 1979 en tant que représentant pour le Cinquième District et devint membre de l'opposition. Il a effectué un second mandat politique de 1983 à 1986 en devenant ministre en chef d'un gouvernement de coalition avec le Parti unifié dirigé par Willard Wheatley. Durant son mandat en tant que ministre en chef, la International Business Companies Act, qui fut en grande partie responsable de la réussite économique du territoire, est entrée en vigueur.
En 1986, la coalition perd le pouvoir, mais Romney est réélu et continue à servir sur les bancs de l'opposition pour deux mandats consécutifs. En 1995 il perd son siège et tente en vain de se faire élire en 1999 au siège du cinquième siège du district sur une plate-forme pro-indépendance.
Romney était juge de paix permanent, membre fondateur du Rotary Club de Tortola, membre de la Chambre de Commerce et d'BVI Hôtel Association.
Romney possédait de vastes intérêts commerciaux, y compris le développement immobilier commercial et résidentiel, et divers aspects de l'industrie du tourisme. Il a été étroitement impliqué dans l'industrie des navires de croisière des îles Vierges britanniques, il a fondé une compagnie de taxi en 1979. Il a également acheté l'une des chaînes d'hôtellerie du territoire, Prospect Reef, et a ouvert une franchise locale de Dolphin Discovery. Il a également ouvert une franchise de Colombian Emeralds International.
En plus de ses intérêts commerciaux, Romney a été pendant de nombreuses années un membre actif du British Virgin Islands Tourist Board et il a lancé plusieurs stratégies pour la promotion du territoire.
Romney est décédé le 19 juillet 2007 à l'hôpital Jackson Memorial de Miami en Floride, d'une hémorragie cérébrale, après une longue bataille contre le cancer. Il laissait dans le deuil cinq filles et plusieurs petits-enfants. À sa mort, il a reçu des funérailles officielles du gouvernement. Le ministre en chef Orlando Smith a déclaré que la mort de Romney a marqué la fin d'une époque pour les îles Vierges britanniques, en déclarant: « Notre communauté a perdu un leader et un héros aujourd'hui ».